# Badis kaladanensis
Badis kaladanensis — тропічний прісноводний вид риб з родини бадієвих (Badidae).

## Поширення
Ендемік Індії. Вид поширений у річках Палак і Сала, притоках річки Каладан у штаті Мізорам.

## Опис
Дрібна рибка, завдовжки до 4,9 см.